# Steve New
Steve Charles New (Londra, 16 maggio 1960 – Londra, 24 maggio 2010) è stato un chitarrista inglese membro di varie band tra le quali anche i Sex Pistols.

## Biografia
Nato a Londra, frequenta la Quintin Kynaston Scuola a Londra, ed inizia a suonare con la London Jazz Orchestry all'età di 14 anni. Si è imposto all'attenzione quando all'età di 15 anni fece un provino per i Sex Pistols come secondo chitarrista a fianco di Steve Jones  Quando il bassista dei Pistols Glen Matlock fu estromesso dalla band, fu invitato ad unirsi al suo nuovo gruppo The Rich Kids a fianco di Rusty Egan e l'ex cantante degli Slik, Midge Ure. Successivamente ha suonato con Sid Vicious, Public Image Ltd, Iggy Pop, Chrissie Hynde, Kim Fowley e Glen Matlock il cui ultimo album solista,  Born Running è stato dedicato a New .

### Morte
New è morto per un cancro terminale, il 24 maggio 2010, all'età di 50 anni, lasciando i suoi figli, Diva Atlanta New e Frank James Hopkins-New.